# Mistrovství světa v ledním hokeji – divize I
Divize I je kvalifikační soutěží mistrovství světa pořádanou IIHF. Soutěž je rozdělena do dvou skupin po šesti účastnících. Od roku 2012 byl zaveden nový systém, a to, že skupina A divize I je vyšší soutěží než skupina B divize I. Do elitní skupiny MS postupují první dva celky skupiny A. Poslední tým skupiny A sestupuje do skupiny B. Analogicky první tým skupiny B postupuje do skupiny A a poslední tým skupiny B sestupuje do skupiny A divize II.

## Historie
Rozdělení do dvou skupin podle výkonnosti bylo poprvé vyzkoušeno na MS v roce 1951. Důvodem byl značný výkonnostní rozdíl mezi mužstvy projevující se na posledních světových šampionátech. IIHF se snažila, aby v elitní skupině, kde se hrálo o medaile, startovalo maximálně osm mužstev, proto byl tento systém po celá padesátá léta používán nepravidelně (1951, 52, 53, 55, 56 a 59) vždy podle toho kolik se přihlásilo účastníků na MS. Změna nastala od roku 1961, kdy byl stanoven žebříček výkonnosti mužstev a začalo se hrát každoročně ve třech skupinách – A, B, C – (od roku 1987 ještě přibyla skupina D) s přímým postupem a sestupem. Výjimkou byly roky 1962 a 1965, kdy se hrálo jen ve dvou skupinách. Až do roku 1967 byl pořadatel pro všechny skupiny stejný a hrálo se i ve stejném termínu. Od roku 1969 se začala skupina A pořádat odděleně od skupin B a C a od roku 1973 se každá skupina pořádala zvlášť. Do roku 2000 byly všechny skupiny IIHF považovány jako součást mistrovství světa.
Zatím poslední změna nastala v roce 2001, kdy byl zaveden po celkové reorganizaci tzv. nižších výkonnostních skupin mistrovství světa systém divizí. Divize jsou rozděleny do tří výkonnostních skupin – divize I, II a III. Jsou provázány systémem postup – sestup, kromě divize III, z které nesestupuje nikdo. Divize už ale nejsou součástí mistrovství světa, ale jeho kvalifikací.
V letech 2001 až 2011 byla divize I rozdělena do dvou rovnocenných skupin. Vítězové obou skupin postupovali do elitní skupiny MS a týmy z posledních míst sestupovaly do divize II.

## V letech 1961 až 2000 na MS – skupina B
| Rok        | Hrálo se v | Vítěz      | Rok       | Hrálo se v | Vítěz      | Rok       | Hrálo se v | Vítěz          |
| ---------- | ---------- | ---------- | --------- | ---------- | ---------- | --------- | ---------- | -------------- |
| MS – 1961  | Švýcarsko  | Norsko     | MS – 1976 | Švýcarsko  | Rumunsko   | MS – 1991 | Jugoslávie | Itálie         |
| MS – 1962  | USA        | Japonsko   | MS – 1977 | Japonsko   | NDR        | MS – 1992 | Rakousko   | Rakousko       |
| MS – 1963  | Švédsko    | Norsko     | MS – 1978 | Jugoslávie | Polsko     | MS – 1993 | Nizozemsko | Velká Británie |
| ZOH – 1964 | Rakousko   | Polsko     | MS – 1979 | Rumunsko   | Nizozemsko | MS – 1994 | Dánsko     | Švýcarsko      |
| MS – 1965  | Finsko     | Polsko     | 1980      | Ne         | Ne         | MS – 1995 | Slovensko  | Slovensko      |
| MS – 1966  | Jugoslávie | NSR        | MS – 1981 | Itálie     | Itálie     | MS – 1996 | Nizozemsko | Lotyšsko       |
| MS – 1967  | Rakousko   | Polsko     | MS – 1982 | Rakousko   | NDR        | MS – 1997 | Polsko     | Bělorusko      |
| ZOH – 1968 | Francie    | Jugoslávie | MS – 1983 | Japonsko   | USA        | MS – 1998 | Slovinsko  | Ukrajina       |
| MS – 1969  | Jugoslávie | NDR        | 1984      | Ne         | Ne         | MS – 1999 | Dánsko     | Dánsko         |
| MS – 1970  | Rumunsko   | USA        | MS – 1985 | Švýcarsko  | Polsko     | MS – 2000 | Polsko     | Německo        |
| MS – 1971  | Švýcarsko  | Švýcarsko  | MS – 1986 | Nizozemsko | Švýcarsko  |           |            |                |
| MS – 1972  | Rumunsko   | Polsko     | MS – 1987 | Itálie     | Polsko     |           |            |                |
| MS – 1973  | Rakousko   | NDR        | 1988      | Ne         | Ne         |           |            |                |
| MS – 1974  | Jugoslávie | USA        | MS – 1989 | Norsko     | Norsko     |           |            |                |
| MS – 1975  | Japonsko   | NDR        | MS – 1990 | Francie    | Švýcarsko  |           |            |                |

## Divize I v letech 2001 až 2011
| Rok       | Hrálo se v                                   | Postupující na MS – elitní skupina | Sestupující do divize II |
| --------- | -------------------------------------------- | ---------------------------------- | ------------------------ |
| MS – 2001 | Francie (skupina A) Slovinsko (skupina B)    | Polsko, Slovinsko                  | Litva, Estonsko          |
| MS – 2002 | Nizozemsko (skupina A) Maďarsko (skupina B)  | Bělorusko, Dánsko                  | Jižní Korea, Čína        |
| MS – 2003 | Maďarsko (skupina A) Chorvatsko (skupina B)  | Kazachstán, Francie                | Litva, Chorvatsko        |
| MS – 2004 | Norsko (skupina A) Polsko (skupina B)        | Bělorusko, Slovinsko               | Belgie, Jižní Korea      |
| MS – 2005 | Maďarsko (skupina A) Nizozemsko (skupina B)  | Norsko, Itálie                     | Čína, Rumunsko           |
| MS – 2006 | Francie (skupina A) Estonsko (skupina B)     | Německo, Rakousko                  | Izrael, Chorvatsko       |
| MS – 2007 | Čína (skupina A) Slovinsko (skupina B)       | Francie, Slovinsko                 | Čína, Rumunsko           |
| MS – 2008 | Rakousko (skupina A) Japonsko (skupina B)    | Rakousko, Maďarsko                 | Jižní Korea, Estonsko    |
| MS – 2009 | Litva (skupina A) Polsko (skupina B)         | Kazachstán, Itálie                 | Austrálie, Rumunsko      |
| MS – 2010 | Nizozemsko (skupina A) Slovinsko (skupina B) | Rakousko, Slovinsko                | Srbsko, Chorvatsko       |
| MS – 2011 | Maďarsko (skupina A) Ukrajina (skupina B)    | Itálie, Kazachstán                 | Španělsko, Estonsko      |

## Divize I skupiny A a B od roku 2012
| Rok       | Místo konání                                        | Postupující na MS – elitní skupina | Sestupující do sk. B divize I    | Postupující do sk. A divize I    | Sestupující do sk. A divize II   |
| --------- | --------------------------------------------------- | ---------------------------------- | -------------------------------- | -------------------------------- | -------------------------------- |
| MS – 2012 | Slovinsko (skupina A) Polsko (skupina B)            | Slovinsko a Rakousko               | Ukrajina                         | Jižní Korea                      | Austrálie                        |
| MS – 2013 | Maďarsko (skupina A) Ukrajina (skupina B)           | Kazachstán a Itálie                | Velká Británie                   | Ukrajina                         | Estonsko                         |
| MS – 2014 | Jižní Korea (skupina A) Litva (skupina B)           | Slovinsko a Rakousko               | Jižní Korea                      | Polsko                           | Rumunsko                         |
| MS – 2015 | Polsko (skupina A) Nizozemsko (skupina B)           | Kazachstán a Maďarsko              | Ukrajina                         | Jižní Korea                      | Nizozemsko                       |
| MS – 2016 | Polsko (skupina A) Chorvatsko (skupina B)           | Slovinsko a Itálie                 | Japonsko                         | Ukrajina                         | Rumunsko                         |
| MS – 2017 | Ukrajina (skupina A) Spojené království (skupina B) | Rakousko a Jižní Korea             | Ukrajina                         | Velká Británie                   | Nizozemsko                       |
| MS – 2018 | Maďarsko (skupina A) Litva (skupina B)              | Velká Británie a Itálie            | Polsko                           | Litva                            | Chorvatsko                       |
| MS – 2019 | Kazachstán (skupina A) Estonsko (skupina B)         | Kazachstán a Bělorusko             | Litva                            | Rumunsko                         | Nizozemsko                       |
| MS – 2020 | Zrušeno kvůli pandemii covidu-19                    | Zrušeno kvůli pandemii covidu-19   | Zrušeno kvůli pandemii covidu-19 | Zrušeno kvůli pandemii covidu-19 | Zrušeno kvůli pandemii covidu-19 |
| MS – 2021 | Zrušeno kvůli pandemii covidu-19                    | Zrušeno kvůli pandemii covidu-19   | Zrušeno kvůli pandemii covidu-19 | Zrušeno kvůli pandemii covidu-19 | Zrušeno kvůli pandemii covidu-19 |
| MS – 2022 | Slovinsko (skupina A) Polsko (skupina B)            | Slovinsko a Maďarsko               | –                                | Polsko                           | –                                |
| MS – 2023 | Spojené království (skupina A) Estonsko (skupina B) | Velká Británie a Polsko            | Litva                            | Japonsko                         | Srbsko                           |
| MS – 2024 | Itálie (skupina A) Litva (skupina B)                | Maďarsko a Slovinsko               | Jižní Korea                      | Ukrajina                         | Nizozemsko                       |
| MS – 2025 | Rumunsko (skupina A) Estonsko (skupina B)           | Velká Británie a Itálie            | Rumunsko                         | Litva                            | Chorvatsko                       |
| MS – 2026 | Polsko (skupina A) Čína (skupina B)                 |                                    |                                  |                                  |                                  |